# Sergio Galán
Sergio Izquierdo Galán  plus connu sous le nom de Sergio Galán, né le 23 août 1980 à Madrid (Espagne), est un rejoneador espagnol.

## Biographie
Cavalier précoce, il fait sa présentation comme professionnel à l'âge de dix sept ans à Los Hinojosos, en Espagne le 17 août 1997. Ce jour-là il obtient un grand succès et reçoit quatre oreilles et une queue.
Il débute ensuite au Portugal à Santa Eulália le 12 avril 1998  face à des taureaux de la Ganadería  Rimarp. Son succès est relatif. Il obtient malgré tout une vuelta al ruedo (tour d'honneur dans l'arène).
Pour sa première apparition en France, il affronte à  Pérols, dans le département de l'Hérault, des taureaux de la Ganadería, Tardieu frères le 15 août 1998. Très apprécié en France, il y compte de nombreux succès parmi lesquels le rejón d'or qui lui est décerné dans les arènes de Méjanes en 2010 où il torée  en compagnie de Andy Cartagena.
Jusqu'en 2009, il a comme apoderado Enrique Martín Arranz avec lequel il rompt pour prendre à sa place José María González de Caldas.

## Quelques dates importantes
- 1999: il participe à 53 corridas
- 2004: 44 corridas en Espagne,
- 2008: 38 corridas
- 2010: il a obtenu le rejón d'or à Méjanes
- juillet 2012:  il est au cartel de Pampelune avec Pablo Hermoso de Mendoza, et Roberto Armendáriz, devant des taureaux de San Mateo, et à Bayonne[5] avec Pablo Hermoso de Mendoza, et Leonardo Hernández devant des taureaux de la ganadería Los Espartales.